# Lebanon (condado de Dodge, Wisconsin)
Lebanon es un pueblo ubicado en el condado de Dodge en el estado estadounidense de Wisconsin. En el Censo de 2010 tenía una población de 1.659 habitantes y una densidad poblacional de 17,8 personas por km².

## Geografía
Lebanon se encuentra ubicado en las coordenadas 43°13′58″N 88°35′39″O / 43.23278, -88.59417. Según la Oficina del Censo de los Estados Unidos, Lebanon tiene una superficie total de 93.22 km², de la cual 92.42 km² corresponden a tierra firme y (0.86%) 0.81 km² es agua.

## Demografía
Según el censo de 2010, había 1.659 personas residiendo en Lebanon. La densidad de población era de 17,8 hab./km². De los 1.659 habitantes, Lebanon estaba compuesto por el 97.53% blancos, el 1.08% eran afroamericanos, el 0.12% eran amerindios, el 0.18% eran asiáticos, el 0% eran isleños del Pacífico, el 0.12% eran de otras razas y el 0.96% pertenecían a dos o más razas. Del total de la población el 1.15% eran hispanos o latinos de cualquier raza.